# Roskilde Festival
Roskilde Festival (RF) er Nordens største samt en af Europas største festivaler, hvor der spilles rytmisk musik i mange forskellige genrer. Som på mange andre festivaler er der ikke kun musik, men også events og diverse boder.
Roskilde Festival (Sound Festival) blev startet i 1971 af gymnasieeleverne Jesper Switzer Møller (dengang Magnussen) og Mogens Sandfær der sammen med promotor Carl Fischer ville bringe rockmusikken til provinsen. Den afholdes hvert år sidst i juni og først i juli på Roskilde Dyrskueplads. Selve festivalpladsen og dermed det meste musik, åbner om onsdagen (indtil 2014 om torsdagen), mens campingområdet åbner lørdagen inden.
30.000 mennesker arbejder frivilligt og ulønnet. Festivalens overskud hvert år tilfalder kulturelle formål og humanitært og velgørende arbejde over hele verden. Frem mod festivalen i 2014 har man fra Roskilde Festival-gruppen givet deltagere mulighed for at nominere og stemme på, hvem de mener overskuddet skal gå til.
Festivalen arrangeres af Foreningen Roskilde Festival, der indgår i Roskilde Festival-gruppen.
Siden 2016 har Signe Lopdrup været administrerende direktør. Talskvinde for festivalen har siden 2010 været Christina Bilde.

## Historie
Festivalen blev etableret i 1971 efter inspiration fra bl.a. Woodstockfestivalen i USA i 1969 og Thylejren i 1970. Den blev en overvældende publikumssucces, men økonomisk var der tale om et større underskud. Allerede i 1972 blev festivalen reorganiseret, og siden 1973 har Roskildefonden (senere Foreningen Roskilde Festival) været enearrangør. Fonden blev dannet i 1965 og har til formål at støtte humanitært arbejde.
De første år bestod festivalen af én scene. Festivalen havde mellem 10.000 og 30.000 deltagere. Publikummæssigt kulminerede Roskilde Festival i 1990'erne, hvor der var over 100.000 deltagere pr. dag i fire dage og otte scener. Festivalområdet var ved indgangen til 2000'erne vokset til over 300 tdr. land, og Roskilde var da Europas største rockfestival med halvdelen af gæsterne fra Danmark og resten fra udlandet, primært Sverige, Tyskland, Norge, Finland og USA.
Fra 2015 har man valgt at rykke programmet så musikken allerede starter onsdag, men så der ikke længere er koncerter søndag.

## Festivalen gennem årene
Tryk på årstallet, for at få mere info om den enkelte festival
Opdateret d. 10 juni 2024.
| År   | Datoer             | Gæster inkl. frivillige | Hovednavne | Billetpris i kr.     | Billetpris i kr. omregnet til 2024 niveau |
| ---- | ------------------ | ----------------------- | --- | -------------------- | ----------------------------------------- |
| 1971 | 28. - 29. august   | 10.000                  | Burnin Red Ivanhoe, Strawbs, Gasolin', Midnight Sun, Andrew John og Povl Dissing | 30                   | 248                                       |
| 1972 | 30. juni - 2. juli | 15.000                  | The Kinks, Family og Sha Na Na | 40                   | 309                                       |
| 1973 | 29. juni - 1. juli | 15.000                  | Gasolin', Røde Mor, Canned Heat og Fumble | 40                   | 283                                       |
| 1974 | 28. - 30. juni     | 21.500                  | Gasolin', Gnags, Røde Mor, Savage Rose og Status Quo | 50                   | 307                                       |
| 1975 | 27. - 29. juni     | 26.000                  | Ravi Shankar, Focus, Gnags og Poul Dissing | 55                   | 308                                       |
| 1976 | 2. - 4. juli       | 32.500                  | Weather Report, Wigwam og Dr. Hook | 60                   | 308                                       |
| 1977 | 1. - 3. juli       | 31.000                  | Jack Bruce Band, John Miles og Dr. Feelgood | 80                   | 370                                       |
| 1978 | 30. juni - 2. juli | 36.500                  | Bob Marley and The Wailers, Dave Swarbrick og Elvis Costello | 100 (120 v/indg).    | 420/505                                   |
| 1979 | 29. juni - 1. juli | 40.000                  | Jeff Beck & Stanley Clarke, Talking Heads og Taj Mahal | 110 (130 v/indg).    | 422/499                                   |
| 1980 | 27. - 29. juni     | 50.100                  | Santana og Steel Pulse | 130                  | 444                                       |
| 1981 | 26. - 28. juni     | 51.500                  | Ian Dury & The Blockheads, Robert Palmer, UB40 og Saga | 150                  | 459                                       |
| 1982 | 2. - 4. juli       | 57.500                  | U2, Mike Oldfield og Jackson Browne | 170 (190 v/indg).    | 472/528                                   |
| 1983 | 1. - 3. juli       | 60.600                  | Simple Minds, C. V. Jørgensen, Lars Lilholt, TV-2 og Tøsedrengene | 200 kr (225 v/indg). | 519/584                                   |
| 1984 | 29. juni - 1. juli | 64.800                  | Lou Reed, Paul Young og Björn Afzelius | 210                  | 513                                       |
| 1985 | 28. - 30. juni     | 53.500                  | Leonard Cohen, Paul Young, Ramones, The Clash, The Style Council, Indochine og The Cure                                                                                                   | 240                  | 560                                       |
| 1986 | 4. - 6. juli       | 56.900                  | Eric Clapton, Metallica, Phil Collins, Madness og Elvis Costello | 290                  | 653                                       |
| 1987 | 3. - 5. juli       | 58.700                  | Iggy Pop, Europe, Van Morrison og Sonic Youth | 320                  | 693                                       |
| 1988 | 30. juni - 3. juli | 62.100                  | Sting, INXS, Bryan Adams, Leonard Cohen og TOTO | 340                  | 704                                       |
| 1989 | 30. juni - 2. juli | 56.300                  | Elvis Costello, Joe Cocker og Georgia Satellites | 390                  | 771                                       |
| 1990 | 28. juni - 1. juli | 70.600                  | Bob Dylan, The Cure, Gorky Park, Midnight Oil og Sinéad O'Connor | 445                  | 857                                       |
| 1991 | 27. - 30. juni     | 60.500                  | Iron Maiden, Billy Idol, Iggy Pop og Paul Simon | 490                  | 921                                       |
| 1992 | 25. - 28. juni     | 64.500                  | Nirvana, Megadeth, Texas, Pearl Jam og David Byrne | 540                  | 994                                       |
| 1993 | 1. - 4. juli       | 76.500                  | Red Hot Chili Peppers, Ray Charles og Velvet Underground | 540                  | 982                                       |
| 1994 | 30. juni - 3. juli | 90.000                  | Aerosmith, Rage Against The Machine, ZZ Top og Peter Gabriel | 540                  | 963                                       |
| 1995 | 29. juni - 2. juli | 111.000                 | R.E.M., Elvis Costello, Van Halen, The Offspring, The Cure, George Thorogood og Oasis | 600                  | 1048                                      |
| 1996 | 27. - 30. juni     | 115.000                 | Sex Pistols, David Bowie, No Doubt og Rage Against The Machine | 690                  | 1180                                      |
| 1997 | 26. - 29. juni     | 115.000                 | Suede, Smashing Pumpkins, Radiohead og Nick Cave & The Bad Seeds | 750                  | 1255                                      |
| 1998 | 25. - 28. juni     | 100.000                 | The Beastie Boys, Black Sabbath, Bob Dylan, Garbage, Kraftwerk, Portishead og The Verve                                                                                                   | 810                  | 1331                                      |
| 1999 | 1. - 4. juli       | 96.000                  | Metallica, R.E.M., Suede, Blur, The Chemical Brothers, Culture Club, Marilyn Manson og Robbie Williams                                                                                    | 810                  | 1299                                      |
| 2000 | 25. juni - 2. juli | 102.000                 | The Cure, Iron Maiden, Nine Inch Nails, Oasis, Pearl Jam, Pet Shop Boys og Lou Reed | 860                  | 1340                                      |
| 2001 | 24. juni - 1. juli | 92.000                  | Robbie Williams, Aqua, Beck, Nick Cave & The Bad Seeds, Bob Dylan og Neil Young and Crazy Horse                                                                                           | 860                  | 1309                                      |
| 2002 | 23. - 30. juni     | 100.000                 | Manu Chao, The Chemical Brothers, Garbage, Pet Shop Boys, Rammstein, Red Hot Chili Peppers og Travis                                                                                      | 950                  | 1412                                      |
| 2003 | 22. - 29. juni     | 107.000                 | Björk, Blur, Coldplay, Dave Gahan, Metallica, Iron Maiden, Massive Attack og Queens Of The Stone Age                                                                                      | 1150                 | 1674                                      |
| 2004 | 27. juni - 4. juli | 106.000                 | Slipknot, Fatboy Slim, KoRn, Morrissey, N.E.R.D, Pixies, Santana og Wu-Tang Clan | 1150                 | 1655                                      |
| 2005 | 26. juni - 3. juli | 97.000                  | Black Sabbath, Duran Duran, Foo Fighters, Green Day, Kent, Snoop Dogg og Brian Wilson | 1250                 | 1767                                      |
| 2006 | 25. juni - 2. juli | 110.000                 | Bob Dylan, Guns N' Roses, Franz Ferdinand, Morrissey, The Strokes, Roger Waters og Kanye West                                                                                             | 1350                 | 1873                                      |
| 2007 | 1. - 8. juli       | 110.000                 | Beastie Boys, Björk, Muse, Queens Of The Stone Age, Red Hot Chili Peppers, Tiësto og The Who                                                                                              | 1475                 | 2012                                      |
| 2008 | 29. juni - 6 juli  | 93.000                  | The Chemical Brothers, Jay-Z, Judas Priest, My Bloody Valentine, Radiohead, Slayer og Neil Young                                                                                          | 1650                 | 2176                                      |
| 2009 | 28. juni - 5 juli  | 110.000                 | Nick Cave, Coldplay, Nine Inch Nails, Oasis, Pet Shop Boys, Slipknot, Trentemøller og Kanye West                                                                                          | 1785                 | 2324                                      |
| 2010 | 27. juni - 4. juli | 130.000                 | Prince, Gorillaz, Jack Johnson, Muse, The Prodigy, Patti Smith and band og Them Crooked Vultures                                                                                          | 1675                 | 2131                                      |
| 2011 | 26. juni - 3. juli | 130.000+                | Deadmau5, Arctic Monkeys, Iron Maiden, Kings of Leon, Mastodon, M.I.A., PJ Harvey og The Strokes                                                                                          | 1725                 | 2136                                      |
| 2012 | 30. juni - 8. juli | 130.000                 | Björk, Bon Iver, The Cure, Bruce Springsteen and the E Street Band og Jack White | 1790                 | 2165                                      |
| 2013 | 29. juni - 7. juli | 130.000                 | Kraftwerk, Metallica, The National, Queens of the Stone Age, Rihanna, Sigur Rós, Slipknot og Volbeat                                                                                      | 1910                 | 2292                                      |
| 2014 | 29. juni - 6. juli | 130.000                 | Rolling Stones, Arctic Monkeys, Damon Albarn, Interpol, Major Lazer, Moderat, Outkast, Trentemøller, Stevie Wonder og Jack White                                                          | 1910                 | 2279                                      |
| 2015 | 27. juni - 4. juli | 130.000                 | Paul McCartney, Florence + The Machine, Kendrick Lamar, Mew, Muse, Nicki Minaj, Marie Key og Pharrell Williams                                                                            | 1940                 | 2304                                      |
| 2016 | 25. juni - 2. juli | 130.000                 | Neil Young, Red Hot Chili Peppers, Wiz Khalifa, ScHoolboy Q, LCD Soundsystem, MØ, Tame Impala, PJ Harvey, New Order og Tenacious D                                                        | 1995                 | 2363                                      |
| 2017 | 24. juni - 1. juli | 130.000                 | Foo Fighters, Arcade Fire, The Weeknd, The xx, Ice Cube, Justice, Trentemøller og Lorde                                                                                                   | 1995                 | 2336                                      |
| 2018 | 30. juni - 7. juli | 130.000                 | Eminem, Bruno Mars, Gorillaz, Nick Cave and the Bad Seeds, Nine Inch Nails, Massive Attack, David Byrne og Nephew                                                                         | 2100                 | 2440                                      |
| 2019 | 29. juni - 6. juli | 130.000                 | Bob Dylan, Cardi B, Travis Scott, MØ, Robert Plant and the Sensational Space Shifters, Robyn, Vampire Weekend, The Cure, Janelle Monáe                                                    | 2100                 | 2421                                      |
| 2020 | Aflyst             | Aflyst                  | Taylor Swift, Tyler, the Creator, Kendrick Lamar, Thom Yorke, FKA Twigs, Deftones, TLC, Charli XCX                                                                                        | 2250                 | 2583                                      |
| 2021 | Aflyst             | Aflyst                  | Kendrick Lamar, The Strokes, Tyler, the Creator og Faith No More | 2250                 | 2536                                      |
| 2022 | 25. juni - 2. juli | 135.000                 | Post Malone, Dua Lipa, Tyler, the Creator, Haim og St. Vincent | 2250                 | 2355                                      |
| 2023 | 24. juni - 1. juli | 135.000                 | Blur, Christine and the Queens, Lil Nas X, Queens of the Stone Age og Kendrick Lamar | 2400                 | 2432                                      |
| 2024 | 29. juni - 6. juli | 130.000+                | Doja Cat, Heilung, Jungle, 21 Savage, Ice Spice, Khruangbin, PinkPantheress, Foo Fighters, Aurora, Tinashe, Charli XCX, Gilli, PJ Harvey, Aurora, SZA, Jane's Addiction, Tems og Skrillex | 2400                 | 2400                                      |
| 2025 | 28. juni - 5. juli |                         | Olivia Rodrigo, Charli XCX, Stormzy, Artigeardit, Arca, Anohni and the Johnsons, Doechii og MØ                                                                                            | 2520                 |                                           |

### Festivalen i 2020 & 2021 aflyst
Roskilde Festival 2020 var planlagt til at finde sted fra og med lørdag d. 27. juni til og med lørdag d. 4. juli. Festivalen blev markedsført som RF50, da det ville være blevet Roskilde Festival nr. 50.
Festivalen meldte 3. marts festivalen udsolgt, men blev den 6. april 2020 aflyst pga. den igangværende coronaviruspandemi.

## Begivenheder
Udover musikken er der, som sagt en masse andre begivenheder, der finder sted på festivalen. Nogle arrangeres på forhånd af festivalen. Andre er arrangeret af gæsterne.

### Festival-avis
Roskilde Festival-avis har eksisteret siden 1995. Avisen, som før i tiden blev solgt rundt omkring på festivalen, bliver nu bare omdelt og er gratis. Avisen indeholder festivalnyheder, festivalkoncert-anmeldelser, de vigtigste nyheder fra omverdenen, vejrudsigt o.lig.
Festival-aviser siden 1995:
| Festivalavis   | År        | Udgiver           |
| -------------- | --------- | ----------------- |
| Orange Press   | 2008-2017 | Roskilde Festival |
| Festival Globe | 2004-2007 | MetroXpress       |
| Roskilde Daily | 2001-2003 | Gaffa             |
| Politiken Live | 1995-2000 | Politikens Hus    |

### Roskilde Festivalradio
Festivalen har også sin egen radiostation, hvilket den har haft siden 1998. Radioen har primært livereporter fra festivalen og fortæller om planlagte, såvel som impulsive aktiviteter, ligeledes annonceres programændringer også i festivalradioen. Festivalradioen lukkede som radiostation efter festivalen 2014 og er blevet erstattet af en podcast.

### Nøgenløbet
Siden 1998 har der på festivallørdagen været arrangeret et nøgenløb på festivalen. Nøgenløbet blev indtil 2014 arrangeret af Roskilde Festival Radio.
Præmien, der uddeles til vinderen af henholdsvis herre- og dameløbet, er en billet til næste års festival.
De sidste par år var interessen for nøgenløbet så massiv, at festivalradioen var nødsaget til at afholde kvalifikationsrunder for de mandlige deltagere i dagene op til nøgenløbet.
I 2014 så festivalradioen sig dog nødsaget til at opgive at afholde nøgenløbet. Det blev derfor overtaget af Camp Crazy Legs i samarbejde med flere andre lejre i Dream City at arrangere og afholde det. Af samme grund var præmien ikke længere en billet til næste års festival. I stedet blev præmien en omfattende party/survival pack, doneret af lejre rundt omkring i Dream City. Siden 2016 har det igen været muligt for deltagerne at vinde billetter til næste års festival i tillæg til præmien lejrene giver i fællesskab.

### Roskilde Festival Cinema
Roskilde Festival Cinema var en biograf i Camp East for festivallens gæster i perioden 1993-2013. Biografen viste forskellige slags film, oftest nyere danske og amerikanske spillefilm, samt musikfilm og koncertoptagelser. Entre til biografen var inkluderet i festivalbilletten, og biografen var kendt for en festlig stemning under filmene, hvor der lejlighedsvis blev jublet, skålet og sunget med undervejs.

### Roskilde Skate
Festivalen har også sit eget skaterområde til skatere, BMX-cykler og rulleskøjter. Skaterområdet er 2.500 m2 stort og findes i Camping West. Området, der dengang var mindre, blev indviet i 2004. Streetcity som området blev kaldt, blev benyttet for sidste gang i 2017, og efterfølgende er bl.a. skatebowlen blevet revet ned. Der opstod uenighed om, hvorvidt Roskilde Festival eller Roskilde kommune stod med ansvaret for renovering af de det nedslidte område.

### Camping
Festivalen har to campingområder: Camping East og Camping West. Camping East er i de senere år blevet reduceret i størrelse pga. en grusgrav, der er blevet udvidet. Campingområderne er opdelt i en masse delområder, hvor der foregår forskellige aktiviteter. I de forskellige delområder er der en central plads, agora, med et servicetårn, information og garderobe.
Man bor i "lejre", der ofte har et tema. Nogle lejre går igen år efter år og bliver udviklet fra gang til gang. Hvert år bliver der i aviserne kåret de bedste lejre, heraf kan kort nævnes Van Damme Camp, PromilleService, Orange Camp, Camp Positive Energy og I Love Hvalros (billedet). Mange lejre har deres egne flag, klistermærker og andre kendetegn, og mange opsætter deres egne mobile musikanlæg, som kan være med til at sætte festen i gang rundt omkring på det store campingområde.
I 2012 blev område H, som er en del af Camping East, lavet om til et projektsted, som fik navnet Dream City. Her kan man komme med en idé til en lejr og så bygge denne idé op i løbet af 100 dage inden festivalen starter. Dream City er en lille by i Roskilde Festivalen, og i 2014 var der bl.a. et rådhus, et posthus, en kirke, en saloon og et bibliotek. Da lejrene i Dream City har 100 dage og særlig tilladelse til at bygge diverse bygninger, er det også i Dream City at man finder de vildeste lejre rent bygningsmæssigt. I 2014 fik bl.a. kirken og saloonen lov til at blive stående til 2015-festivalen. I 2016 måtte kirken og saloonen lade livet for at skabe plads til nye ting i 2017. Til gengæld har Dream City fået en brandstation og et zoo-tårn.
I 2017 blev område F igen åbnet for camping efter at have været lukket i ca. 10 år. Det betød at der var 94.000 kvadratmeter mere plads at slå sit telt op på.

### Camp of the Year
| År   | Camp Navn          |
| ---- | ------------------ |
| 2006 | Where is the Love  |
| 2007 | Den Svedige Kalkun |
| 2008 | Topgun Camp        |
| 2009 | Camp Find Holger   |
| 2010 | Crazy Legs         |
| 2011 | Crazy Legs         |
| 2012 | Camp Burt Reynolds |
| 2013 | Camp Ping Pong     |
| 2014 | Farmer Dating      |
| 2015 | Camp Asie          |
| 2016 | Amish Camp         |
| 2017 | Camp Bodega        |
| 2018 | Camp Nam           |
| 2019 | Skinkeskolen       |

## Scener
Der er i dag ni scener på Roskilde Festival. I 2007 blev Metropol og Ballroom erstattet af Astoria og Cosmopol. Fra 2010 er der ikke længere noget der hedder hverken Astoria eller Lounge; de to scener er blevet nedlagt for at begrænse antallet af kunstnere og derved bruge budgettet på lidt dyrere navne. Budgettet skulle derfor ikke være mindre i år 2010 end år 2009, på trods af en væsentlig nedgang i antallet af bands.
I 2011 kom Gloria til. På Gloria spiller de helt små navne, her er mulighed for at opleve en intimitet der ikke er mulig på nogen af de andre scener. Glorias kapacitet blev i 2012 udvidet fra 1.000 publikummer til 1.200.
I 2012 kom Apollo til for at tilgodese den elektroniske musik og for at levere den store festoplevelse på campingpladsen, som tidligere har været leveret af private lejre såsom Promilleservise og Orange Camp.
I 2018 blev der under en koncert med Eminem opstillet ekstra skærme ved Orange Scene. Koncerten slog rekord for Orange Scene med over 100.000 publikummer til stede.
I 2023 introducerede Roskilde Festival to nye scener med navne inspireret af græsk mytologi: Eos og Gaia. Gaia-scenen er overdækket og vil være vært for intime og spektakulære oplevelser. Eos-scenen er udendørs og symboliserer håb og en ny begyndelse. Begge scener vil præsentere et varieret udvalg af kunstnere og bands, der spænder fra upcoming talenter til etablerede navne. Gaia-scenen ligger syd for Orange Scene, mens Eos-scenen ligger vest for Gaia-scenen. De nye scener tilføjes som erstatning for Pavilion, Mantra, Rising og Countdown.
I optaktsdagene (søndag-onsdag) inden festivalens start om torsdagen findes Pavilion Junior til afvikling af Roskilde Festivals program for bands fra den nordiske undergrund, såkaldte upcoming bands. Scenen er nøjagtig den samme som Pavilion, men betragtes som enkeltstående, idet den står for noget andet end Pavilion. På samme måde fungerer Apollo Countdown i optaktsdagene som scene for "upcoming" elektronisk musik fra Nordeuropa, hvor scenen i øvrigt fungerer som mobilscene og flytter sted fra dag til dag. Scenen er identisk med scenen Apollo, som spiller fra en fast placering under selve festivalen.
| Navn                       | Kapacitet | Musikgenre                                                | Telt                                                | Oprettet                   |
| -------------------------- | --------- | --------------------------------------------------------- | --------------------------------------------------- | -------------------------- |
| Orange Scene               | 60.000    | Rock, pop, hiphop, heavy metal, elektronisk (store navne) | Orange Canopy, 1.200 m2 (scenedæk)                  | 1978                       |
| Arena                      | 17.000    | Alle                                                      | Hvid og blå teltdug, 6.450 m2                       | 2003 (1986 som Grøn Scene) |
| Avalon                     | 6.000     | Alle                                                      |                                                     | 2014                       |
| Apollo                     | 5.000     | Elektronisk, hiphop                                       |                                                     | 2012                       |
| Countdown                  | 5.000     |                                                           |                                                     | 2012                       |
| Rising                     | 5.000     | Danske og nordiske bands, alle genrer                     | Hvid teltdug, open air-scene                        | 2014                       |
| Mantra                     | 3.000     |                                                           |                                                     | 2022 (2012 som Countdown)  |
| Gaia (tidligere Pavillion) | 2.000     |                                                           | Overdækket scene                                    | 2023                       |
| Pavilion                   | 2.000     | Alle genrer                                               |                                                     | ?                          |
| Gloria                     | 1.000     | Alle genrer                                               | Hvidt alurammetelt                                  | 2011                       |
| Eos                        |           |                                                           | Open air-scene                                      | 2023                       |
| Platform                   |           | Eksperimenterende musik og performance                    | Åbent plan med overdækket halvtag og modulare vægge | 2022                       |

## Sikkerhed
Under Pearl Jams koncert på Orange Scene i 2000 skete en voldsom koncertulykke. Ved et sammenfald af uheldige omstændigheder døde ni personer. De præcise omstændigheder for dødsfaldene er blevet undersøgt af både politi og statsadvokat og ved efterfølgende civile retssager. Konklusionen af disse er, at det var en ulykke. Mange faldt, som det ofte sker til store koncerter, men et bestemt sted kom de ikke op igen – og en del crowdsurfere faldt oven i "hullet" og menes at have været en af flere faktorer for at det gik galt. Crowdsurfing blev efterfølgende forbudt over det meste af Europa. De nederst placerede døde som følge af kvælning, altså at de ikke kunne få luft. Da vagterne foran scenen kom til, og musikken var stoppet, var det allerede for sent. Ulykken førte det følgende år til massive ændringer i forbindelse med sikkerheden for at undgå lignende begivenheder. Dette skete ikke kun på Roskilde Festival; sikkerhedsforholdene for festivaler overalt i Europa blev ændret.
Roskilde Festival blev inden ulykken i 2000 regnet som en af de sikreste festivaler, og alligevel indtraf ulykken her. Mange andre festivaler havde mindre sikkerhedssystemer end Roskilde Festival, og de reviderede derfor endnu kraftigere end Roskilde Festival deres procedurer. F.eks. valgte Glastonbury Festival i England at aflyse deres festival i 2001 for at få mere tid til at omlægge hele deres sikkerhedsplanlægning, da de inden 2000 slet ikke var på niveau med Roskilde Festival.
Sikkerhedsforholdene udvikles hvert år på Roskilde Festival, og fokus er ikke kun på sikkerheden ved scenerne.[kilde mangler] Der laves en grundig og meget omfangsrig omsorgs- og sikkerhedsvurdering hvert år, som festivalen afvikles på basis af.[kilde mangler] Ulykken ved Orange Scene førte til opførelsen af en mindelund vest for Orange Scene med en sten, der har påskriften "How fragile we are" (dansk: Hvor skrøbelige vi er) omgivet af ni birketræer.

## Bøger
- Feil, Johannes, red. (1981). Roskilde Festival. Informations forlag. ISBN 87-7514-000-4.
- Jensen, Anders Rou (1995). Mellem drømme og drøn - Roskilde Festival 25 år (eng: Between Dreams and Drive). Chr. Erichsens Forlag. ISBN 87-555-1311-5.
- Jensen, Erik (2003). På Roskilde. Politikens Forlag. ISBN 87-567-6853-2.
- Rung, Grete (1995). Vi mødes i Roskilde. Roskilde Festival i 25 år. Roskilde Museums Forlag. ISBN 87-88563-28-6.
- Skov, Leif (1997). "Roskilde Festival".  I Verwohlt, Ernst (red.). Musik i Roskilde - fra jødeharpe til festival - Historisk årbog fra Roskilde Amt 1996/97. s. pp. 99-120. ISBN 87-985276-2-2. {{cite book}}: |sider= har ekstra tekst (hjælp)
- Tuxen, Henrik (2005). I Pearl Jams Fodspor - før og efter Roskilde. Gaffa. ISBN 87-90575-05-9.
- Krass, Clement (2006). Lydhørt Roskilde Festival 2003. Forlaget Gyldeldal. ISBN 978-87-02-04504-8.
- Christensen, Brian (2008). Roskilde Festival - Keep on rockin'. DR. ISBN 978-87-7680-458-9.
- Diverse (2008). Roskilde Stories. Forlaget Radius. ISBN 978-87-92334-02-2.
- Gullberg, Kajsa (2009). Eye Catcher - Portraits From Roskilde Festival. Nyt Nordisk Forlag. ISBN 978-87-17-04072-4.
- Marling, Gitte og Kibb, Hans (2011). Instant City@Roskilde Festival. Aalborg Universitetsforlag. ISBN 978-87-7307-974-4.{{cite book}}:  CS1-vedligeholdelse: Flere navne: authors list (link)
- Henriques, Julie (2011). Roskilde Festival. Gyldendal. ISBN 978-87-02-11832-2.